# Equitazione ai Giochi della VII Olimpiade - Dressage individuale
La competizione del dressage individuale di equitazione dai Giochi della VII Olimpiade si è svolta dal 7 al 9 settembre 1920 presso lo Stadio Olimpico di Anversa.

## Classifica finale
| Pos.    | Binomio                  | Binomio        | Nazione     | Media Punti | Punti Giudici | Punti Giudici | Punti Giudici | Punti Giudici |
| Pos.    | Cavaliere                | Cavallo        | Nazione     | Media Punti | 1             | 2             | 3             | 4             |
| ------- | ------------------------ | -------------- | ----------- | ----------- | ------------- | ------------- | ------------- | ------------- |
| Oro     | Janne Lundblad           | Uno            | Svezia      | 27,9375     | 28,25         | 27,25         | 28,00         | 28,25         |
| Argento | Bertil Sandström         | Sabel          | Svezia      | 26,3125     | 26,25         | 26,25         | 25,75         | 27,00         |
| Bronzo  | Hans von Rosen           | Running Sister | Svezia      | 25,1250     | 24,00         | 24,00         | 25,25         | 27,25         |
| 4       | Wilhelm von Essen        | Nomeg          | Svezia      | 24,8750     | 25,75         | 22,25         | 24,25         | 27,25         |
| 5       | Roland Hédoin de Maille  | Chéri Biribi   | Francia     | 23,9375     | 25,50         | 23,25         | 23,00         | 24,00         |
| 6       | Michel Artola            | Plumard        | Francia     | 23,4375     | 26,25         | 26,75         | 20,50         | 20,25         |
| 7       | Gaston de Trannoy        | Bouton d'Or    | Belgio      | 23,1250     | 25,50         | 21,50         | 21,75         | 23,75         |
| 8       | Jens Falkenberg          | Hjørdis        | Norvegia    | 22,3750     | 20,00         | 25,25         | 20,75         | 23,50         |
| 9       | Jean Esnault-Peltière    | Saint James    | Francia     | 21,8125     | 24,25         | 21,25         | 21,75         | 20,00         |
| 10      | Antoine Boudet           | Ambleville     | Francia     | 20,5000     | 24,00         | 24,00         | 15,75         | 18,25         |
| 11      | Emmanuel de Blommaert    | Grizzly        | Belgio      | 20,4375     | 22,75         | 21,50         | 20,50         | 17,00         |
| 12      | Henri Mehu               | Callipyge      | Francia     | 20,1250     | 23,00         | 19,25         | 16,25         | 22,00         |
| 13      | Marcel Blanchard         | Lenotre        | Francia     | 20,0000     | 24,75         | 24,50         | 12,50         | 18,25         |
| 14      | Sloan Doak               | Chiswell       | Stati Uniti | 19,3125     | 22,25         | 25,25         | 12,25         | 17,50         |
| 14      | Harry Chamberlin         | Harebell       | Stati Uniti | 19,3125     | 22,25         | 23,75         | 14,75         | 16,50         |
| 14      | John Burke Barry         | Singlen        | Stati Uniti | 19,3125     | 21,00         | 25,00         | 16,75         | 14,50         |
| -       | Gustaf Adolf Boltenstern | Iron           | Svezia      | 26,1875 DQ  | 25,50         | 25,00         | 27,00         | 27,25         |